# Андрейченко, Семён Семёнович
Семён Семёнович Андрейченко (22 мая 1919, Софиевка, Екатеринославская губерния — 15 декабря 2011, Киев) — советский и украинский скульптор, член Союза художников Украины (1960).

## Биография
Родился 22 мая 1919 года в селе Софиевка (по другим данным — Братское) в Екатеринославской губернии.
В 1934 году получил семилетнее образование в селе Запорожское (Софиевский район). Он вспоминал, что, когда учился в семилетке, то домашних заданий в тёплое время года не выполнял — не было когда за работой. Зимой же зачитывался «Кобзарём», над которым часто и плакал. В 1939 году окончил Днепропетровское художественное училище.
Участник Великой Отечественной войны с ноября 1943 года, артиллерист, в марте 1944 года был ранен в бою. За мужество и героизм в апреле-мае 1945 года был награждён орденом Красной Звезды и медалью «За отвагу».
После окончания войны продолжил обучение в Киевском художественном институте (педагоги по специальности — Михаил Лысенко и Алексей Олейник), который окончил в 1952 году. С 1960 года принимал участие в художественных выставках.
На заказ создал ряд памятников В. Ленину и погибшим воинам, декоративные портреты, статуи рабочих и колхозников. Работы Семёна Андрейченко установлены на Украине и за рубежом.

## Творческая деятельность
Работал в области станковой и монументальной скульптуры.
В 1955 году в соавторстве создал бюст Михаила Коцюбинского, а через год — Николая Щорса. В 1960 году сделал скульптурный портрет работника Дарницкого вагоноремонтного завода В. Пилипенко. Также является автором скульптурных композиций «Создатель» (1964), «Непокорённая» (1968), «Освободитель» (1968), «Лесная песня» (1971), «Металлург» (1978), «Ярославна» (1981); скульптурных портретов Александра Пушкина (1986), Леонида Быкова (1991), Климентия Доминчена (1992), Тараса Шевченко (1994) и других.
В 1959 году по проекту архитектора Игоря Масленкова создал памятник В. И. Ленину на площади возле Дарницкого вагоноремонтного завода в Киеве (в феврале 2014 года памятник был демонтирован и перевезён на хранение). В 1968 году создал памятник Вечной Славы в Верхнеднепровске, а в 1984 году — монумент погибшим врачам в Киеве.